# 習近平視察澳門 (2024年)
2024年習近平視察澳門是指2024年中共中央總書記習近平以慶祝澳門回歸二十五周年紀念爲名視察澳門的一連串活動。2024年12月14日，新華社發出新聞稿，指習近平將出席慶祝澳門回歸祖國25周年大會暨澳門特別行政區第六屆政府就職典禮，並視察澳門特別行政區。這是習近平第四次以「黨和國家領導人」身份到訪澳門；也是他自2012年當選中共中央總書記執政以來，第三次視察澳門。

## 前期準備
2024年11月5日，澳門特區公報刊登行政長官批示，於2024年12月1至22日，中止國際射擊中心所有射擊練習及比賽；12月17日至20日，中止武器彈藥店及火器仿製品經營業務。
2024年12月10日，兩間船公司噴射飛航及金光飛航分別發出通告呼籲旅客提早並預留充足時間行程，據報港珠澳大橋亦需預留時間接受加強檢查。2024年12月12日，廣東省珠海市於港珠澳大橋東人工島由13日08時至22日24時設立臨時檢查站，安檢從香港入境澳門和珠海的人、車及攜帶物品。
2024年12月14日至22日期間，根據澳門特別行政區公報第48期第二組刊登公報，全澳實施禁飛無人機，以確保澳門特別行政區成立25周年慶祝活動的順利和安全進行。珠海市人民政府及橫琴粵澳深度合作區發布公告，自2024年12月14日至22日期間，禁止任何未經批准的單位、組織及個人在珠海市及橫琴粵澳深度合作區低空空域內飛行低空、慢速、小型航空器。

## 訪澳黨政機關領導人
- 中共中央總書記、國家主席、中央軍委主席：習近平
- 中共中央政治局常委、中共中央辦公廳主任：蔡奇
- 中共中央政治局委員、全國人大常委會副委員長：李鴻忠
- 中共中央政治局委員、中央軍委副主席：何衛東
- 中共中央政治局委員、國務院副總理：何立峰
- 全國政協副主席兼秘書長：王東峰
- 中共中央港澳工作辦公室主任：夏寶龍

## 行程

### 12月18日（第一天）
12月18日16時許，中共中央總書記、國家主席、中央軍委主席習近平乘坐的專機抵達澳門國際機場，澳門特別行政區第五屆政府行政長官賀一誠和夫人鄭素貞、全國政協副主席何厚鏵、澳門特別行政區第六屆政府行政長官岑浩輝、現任行政、立法、司法機構負責人等；中央人民政府駐澳門特別行政區聯絡辦公室主任鄭新聰，外交部駐澳門特派員公署特派員劉顯法，中國人民解放軍駐澳門部隊司令員于長江、政委林慶華等到場迎接。習近平主席隨後發表簡短講話，表示每次來到美麗的澳門，都感到十分高興。這次來，是和同胞們一起慶祝澳門回歸祖國25周年，看看澳門這幾年的新發展新變化。
習近平隨後會見第五屆政府行政長官賀一誠。習近平對賀一誠和第五屆政府工作充分肯定，表示賀一誠擔任行政長官這5年，迎難而上、務實有為，很不容易，也很有成績，帶領特區政府團結澳門社會各界，全面準確、堅定不移貫徹“一國兩制”方針，堅決維護國家主權、安全、發展利益，戰勝COVID-19疫情嚴重衝擊挑戰，努力推進經濟適度多元發展，各項事業取得新進展，鞏固發展了繁榮穩定的良好局面。

### 12月19日（第二天）
12月19日，習近平上午分別視察了澳門科技大學、橫琴粵澳深度合作區，下午接見了澳門特區政府官员以及各界人士，晚上出席了澳門特區政府歡迎晚宴及澳門回歸祖國25周年文藝晚會。另外，習近平夫人彭麗媛同日上午到澳門博物館視察。
習近平考察澳門科技大學期間，聽取中藥質量研究國家重點實驗室、月球與行星科學國家重點實驗室情况介紹，同學校師生和科研工作者親切交流。隨後前往橫琴粵澳深度合作區考察，同在合作區居住、創業的澳門居民以及參與合作區規劃、建設、管理、服務等各方面代表親切交流。
習近平接見澳門特區政府政府官員及各界人士時，肯定了「一國兩制」在澳門的實踐取得成功，期望各界支持新一任行政長官和新一屆特別行政區政府依法施政，繼續助力澳門發展。
在特區政府歡迎晚宴上，習近平對澳門提出登高望遠、海納百川、鋭意進取三點期許，指澳門完全有條件有能力飛得更高走得更遠。澳門行政長官賀一誠在晚宴致辭感謝中央對澳門及本屆澳門特區政府的大力支持，稱祖國是澳門最堅強後盾。

### 12月20日（第三天）
12月20日，習近平於上午出席慶祝澳門回歸祖國二十五周年大會暨澳門特別行政區第六屆政府就職典禮，為澳門特別行政區第六屆政府行政長官、主要官員作出監誓，並發表重要講話。他指出，澳門回歸祖國25年來，具有澳門特色的“一國兩制”實踐取得巨大成功，澳門發生翻天覆地的變化，國際影響力大幅提升。他希望，新一屆澳門特別行政區政府團結帶領社會各界，搶抓機遇、銳意改革、擔當作為，更好發揮“一國兩制”制度優勢，不斷開創“一國兩制”事業高質量發展新局面。
習近平隨後會見澳門特別行政區第六屆政府行政長官岑浩輝及主要官員。對岑浩輝行政長官表示相信他定能恪盡職守、不負重托，團結帶領新一屆特別行政區政府和社會各界，全面準確、堅定不移貫徹“一國兩制”、“澳人治澳”、高度自治的方針，堅決維護國家主權、安全、發展利益，大力推動經濟適度多元發展，持續增進民生福祉，充分發揮澳門的獨特地位和優勢，更好融入國家發展大局，深化同各國各地區交往合作，為澳門更好發展作出更大貢獻。中央政府將全力支持岑浩輝行政長官和特別行政區政府履職。習近平指出，新一屆特別行政區政府管治團隊年富力強、充滿活力，展現出良好的精神風貌。相信大家會牢記誓言、不辱使命，對國家負責、對澳門負責，交出一份無愧於國家、無愧於澳門、無愧於自己的亮麗成績單。
習近平於下午2時半左右到達中國人民解放軍駐澳門部隊新口岸營區視察，代表黨中央和中央軍委向駐澳門部隊全體官兵致以誠摯問候。他強調，要深入貫徹新時代強軍思想，貫徹新時代軍事戰略方針，全面加強部隊建設，全面提高履行防務能力，發揮好定海神針作用，為繼續開創具有澳門特色的“一國兩制”實踐新局面作出更大貢獻。
下午3時許，習近平為首的代表團圓滿結束在澳門的各項活動，從澳門乘專機返回北京。澳門特區政府舉行歡送儀式，各少年兒童向習近平和夫人彭麗媛獻上鮮花。習近平和夫人彭麗媛同前來送行的人員一一握手，向歡送隊伍揮手道別。

## 評價
- 中共中央港澳工作辦公室、國務院港澳辦發表文章，回顧國家主席習近平的澳門之行，提到他深刻總結一國兩制實踐經驗，全面謀劃香港、澳門長遠發展藍圖，以及强調要堅守一國之本、善用兩制之利，維護高水平安全、推動高質量發展[26]。
- 澳門特別行政區政府於2024年12月21日召開澳門社會各界學習宣傳貫徹習近平主席視察澳門重要講話精神座談會”，澳門特別行政區政府行政長官、主要官員、中央駐澳機構人員，特區行政、立法、司法機關負責人，特區政府各級官員、澳門主要社團負責人，以及社會各界人士代表等約650人出席。第六屆政府行政長官岑浩輝表示，習近平主席視察澳門期間發表的系列重要講話，高屋建瓴，精闢深邃，為澳門特區未來的發展建設把舵定向。在新的發展起點上，新一屆政府將團結帶領社會各界在“一國兩制”成功實踐的寶貴經驗基礎上，以習近平主席視察澳門重要講話精神為重要遵循和指引，搶抓機遇、銳意改革、擔當作為，更好發揮“一國兩制”制度優勢，不斷開創“一國兩制”事業高質量發展新局面[27]。
- 2025年1月，澳門特別行政區行政長官與高、中級公務人員分別於澳門特別行政區政府總部及中國與葡語國家商貿合作服務平台綜合體舉行了七場“貫徹落實習近平主席系列講話精神  強化權責擔當大局作為意識”座談會，五司兩署（廉政公署、審計署）以及行政長官直屬部門分別召開傳達學習大會，目的是要求所有部門人員都務必結合澳門社會和部門實際，圍繞各部門法定職能，貫徹落實好習主席對公務員，尤其是高、中級公務員提出的希望和要求，全面有效依法履職，進一步強化權責擔當、大局作為的意識[28]。